# 魏石鬼八面大王
魏石鬼八面大王 （ぎしき はちめんだいおう）は、長野県の安曇野に伝わる伝説上の人物。八面大王とは、魏石鬼（義死鬼）の別称である。南安曇郡穂高町大字有明を中心として周辺の市町村に広く伝承されている。
「八面大王伝説」は口碑として民間に伝えられる一方で、地域の寺社縁起の中にも書きとめられてきた。安曇野における農耕の原始開発にともなってこの地域に生成した鬼伝説が周辺地域に広く流布して現在の伝説に成長した。口碑や文献の多くは坂上田村麻呂が有明山の鬼賊を退治したという形を取っているが、田村麻呂の史実に基づかない伝説であることが明らかになっている。

## 歴史
八面大王伝説は『仁科濫觴記（にしならんしょうき）』に見える、田村守宮を大将とする仁科の軍による、八面鬼士大王を首領とする盗賊団の征伐を元に産まれた伝説であると考えられている。
現在の安曇野で伝承されている八面大王伝説は鬼伝説・坂上田村麻呂伝説・動物報恩譚の3要素から構成されており、動物報恩譚は明治時代以降に児童文学者を中心に取り上げられたため、本来の八面大王伝説にはなかった要素である。坂上田村麻呂伝説も江戸時代以降に鬼伝説に付会された要素であり、享保9年（1724年）成立の『信府統記』が次第に八面大王伝説の初出文献、または基本文献と考えられるようになるが、もともと坂上田村麻呂伝説とは無縁な話である。現在は、妻の紅葉鬼神ともども田村利仁によって討伐されたという『信府統記』の記述に基づく伝説が、広く松本盆地一帯に残っている。出典となった『信府統記』に読み仮名がないため、正式な読み方は不明である。
やめのおおきみ（八女大王）と読んで、福岡県八女の古代豪族磐井との繋がりも考えられている。

## 伝説の概要
『仁科濫觴記』にみられる記述は、
1. おとぎ話的要素を含まず
2. 実見したように詳細で
3. 歴史的整合性があり
4. 部分的に典拠も示されている、
ことを特徴とする。ここでは「八面大王」という個人ではなく、8人の首領を戴く盗賊集団あるいはその首領の自称として「八面鬼士大王」の名で登場する。概略は次のようなものである。
神護景雲（767年 - 770年）末から宝亀年間（770年-780年）にかけて、民家や倉庫から雑穀や財宝を盗む事件がおきた。宝亀8年（777年）秋に調べたところ、有明山の麓に盗賊集団（「鼠（ねずみ）」、「鼠族」）の居場所を発見した。その後、村への入り口に見張りを立てたが、盗賊は隙を窺っているらしく、盗みの被害はいっこうにやまなかった。そのうち盗賊たちは、「中分沢」（中房川）の奥にこもって、8人の首領をもつ集団になった。山から出るときは、顔を色とりどりに塗り「八面鬼士大王」を名乗り、手下とともに強盗を働いた。これを憂いた皇極太子系仁科氏3代目の仁科和泉守は、家臣の等々力玄蕃亮（3代目田村守宮）を都（長岡京）に遣わして、討伐の宣旨を求めさせた。
延暦8年（789年）2月上旬、朝廷より討伐命令が下ったため、等々力玄蕃亮の子の4代目田村守宮（生年25歳）を追手（城郭用語）の大将とし、総勢200名ほどで偵察を行い、それに基づいて搦手（城郭用語）の大将高根出雲と作戦計画を立てた後、まず退治の祈祷を行った。
延暦8年2月23日（ユリウス暦789年3月24日／先発グレゴリオ暦789年3月28日）、作戦決行。まず、前々の夜から東の「高かがり山」（大町市）に火をたかせた。田村守宮率いる部隊は、夜半に「八面大王」一派のいる裏山に登り、明朝の決行を待った後、翌24日（3月25日／3月29日）、夜明けとともにほら貝を吹き鬨の声をあげながら一気に山を下った。搦手も太鼓を打ち鳴らし鬨の声をあげた。寝起きを襲われた盗賊団は驚いて四散したが、多くの者は逃げ切れなかった。大将の田村は大声で「鬼どもよく聞け。お前たちは盗賊を働き人々の家の倉庫を打ち壊して財宝を盗んだことは都にも知られている。勅命に従って討伐に来た。その罪は重いが、これまで人命は奪ってはいない。速やかに降参すれば、命だけは助けよう。手向かえば、一人残らず殺すが、返事はいかに」といった。すると盗賊団はしばらく顔を見合わせた後、長老が進み出て、太刀を投げ出し、考えてから両手を付いた。そして「貴君の高名はよく承知しております。私の命はともかくも、手下たちの命はお助け下さい」といった。そして、抵抗を受けずに全員が縄にかけられ、城に連行された。
合議によって、長老一人を死罪とし、残りは耳をそいでこの地から追放することとなった。すると、村の被害者たちが地頭（この職も平安末期以降であり、当時は無かった）とともに、私刑にしたいので彼らを引き渡して欲しいと嘆願に来た。これを切っ掛けとし、等々力玄蕃亮は考え直し、もう一度合議して、長老の死罪を許し8人の首領を同罪として両耳そぎ、残りの手下は片耳そぎに減刑することに改めた。
耳そぎの執行の日、田村守宮は罪状と判決を述べた後立ち去った。そのため、役人が耳をそぎだすと、恨みある村人が我も我もと争って、70人あまりの盗賊の耳そぎが執行された。そがれた耳は、血に染まった土砂とともに塚に埋められて、耳塚（安曇野市穂高有明耳塚）となった。その後、盗賊の手下たちは島立（松本市島立）にて縄を解かれ追放された。一方の残る8人の首領は、恨みを持った村人たちによって道をそれて山の方に連れて行かれた。そして口々に、「これまでは公儀の裁きであった。これからは我らの恨みをはらすぞ。天罰であると思い知れ」といって、掘った大穴に突っ込まれた後、石積みにされて殺された。そのために、この場所を「八鬼山」（松本市梓川上野八景山（やけやま））というようになった。
その後追放された盗賊団の手下たちは、もともと安曇の地に産まれた者たちであったので、日が経つにつれて徐々に親兄弟、知人を頼って、秘かに故郷に戻りかくまわれていた。そのことを聞き知った仁科和泉守は、延暦24年（805年）、父の仁科美濃守の100歳の祝いにあわせて彼らを免じ、八鬼山の地と3年分の扶持を与えて、開墾を奨励した。

## 『信府統記』による八面大王
一方、松本藩により享保年間に編纂された地誌、『信府統記』（第十七）に記される伝承の概略は次のようなものである。
その昔、中房山という所に魏石鬼という名の鬼賊が居た。八面大王を称し、神社仏閣を破壊し民家を焼き人々を悩ましていた。延暦24年（805年）、討伐を命ぜられた田村将軍は安曇郡矢原庄に下り、泉小太郎ゆかりの川合に軍勢を揃え、翌大同元年（806年）に賊をうち破った。
穂高神社の縁起では、光仁天皇のころ義死鬼という東夷が暴威を振るい、のち桓武天皇の命により田村利仁がこれを討ったという。
また、八面大王に関連した地名や遺跡に関する以下のような記述もある。
- 中房山の北、有明山の麓の宮城には「魏石鬼ヶ窟」がある。
- 討伐軍が山に分け入る際に馬を繋いだのが今の「駒沢」で、討ち取った夷賊らの耳を埋めたのが「耳塚」、賊に加わっていた野狐が討ち取られた場所が「狐島」であるという。
- 八面大王の社と称する祠もあるという。一説には、魏石鬼の首を埋めたのが「塚魔」であり、その上に権現を勧請したのが今の筑摩八幡宮（つかまはちまんぐう）とされる。
- 魏石鬼の剣は戸放権現に納められたというが、この社の所在は不明である。剣の折れ端は栗尾山満願寺にあり、石のような素材で鎬（しのぎ）があり、両刃の剣に見える。

この件に関する『信府統記』の記述はすこぶる表面的であり、上記のように歴史上の人物である坂上田村麻呂と藤原利仁の混同をはじめとする田村語りの影響など、おとぎ話的な側面を多く含むことは否めない。決定的なことは、坂上田村麻呂は、延暦20年（801年）の遠征以降、征夷の史実はないという点である。加えて、文中のコメントは伝聞調で「云々（うんぬん）」、「とかや」が散見しているため、史実としての信頼性を疑わせる。

## 坂上田村麻呂伝説と『仁科濫觴記』
『仁科濫觴記』の話は具体的であることから、この戦いに実際に参画したかあるいはその近辺にいた者による記述の可能性が考えられている。これを史実として認めるとすると、上記の「八面大王」と呼ばれた盗賊団を捕えた大将とは、田村守宮であった。この田村守宮の「田村」が征夷で著名な坂上田村麻呂の「田村」と混同され、さらに上述した藤原利仁との混同が起る形で、さまざまな伝説として残ることとなった可能性が、在野の郷土歴史家仁科宗一郎によって詳しく考察されている。

## 人物像
八面大王については二通りの見方がある。ただし坂上田村麻呂の史実を反映した伝説ではない。
英雄
坂上田村麻呂の北征の際、途上にある信濃の民に食料などの貢を強い、それを見かねた八面大王が立ち上がり、田村麻呂と戦った。
鬼
民に迷惑をかけ、鬼と呼ばれていた八面大王を、田村麻呂が北征の途上で征伐した。

## 八面大王に関する場所
魏石鬼窟
坂上田村麻呂に対抗するためにたてこもった岩屋。
合戦沢
中房温泉近くにあり、田村麻呂と戦ったとされる場所。

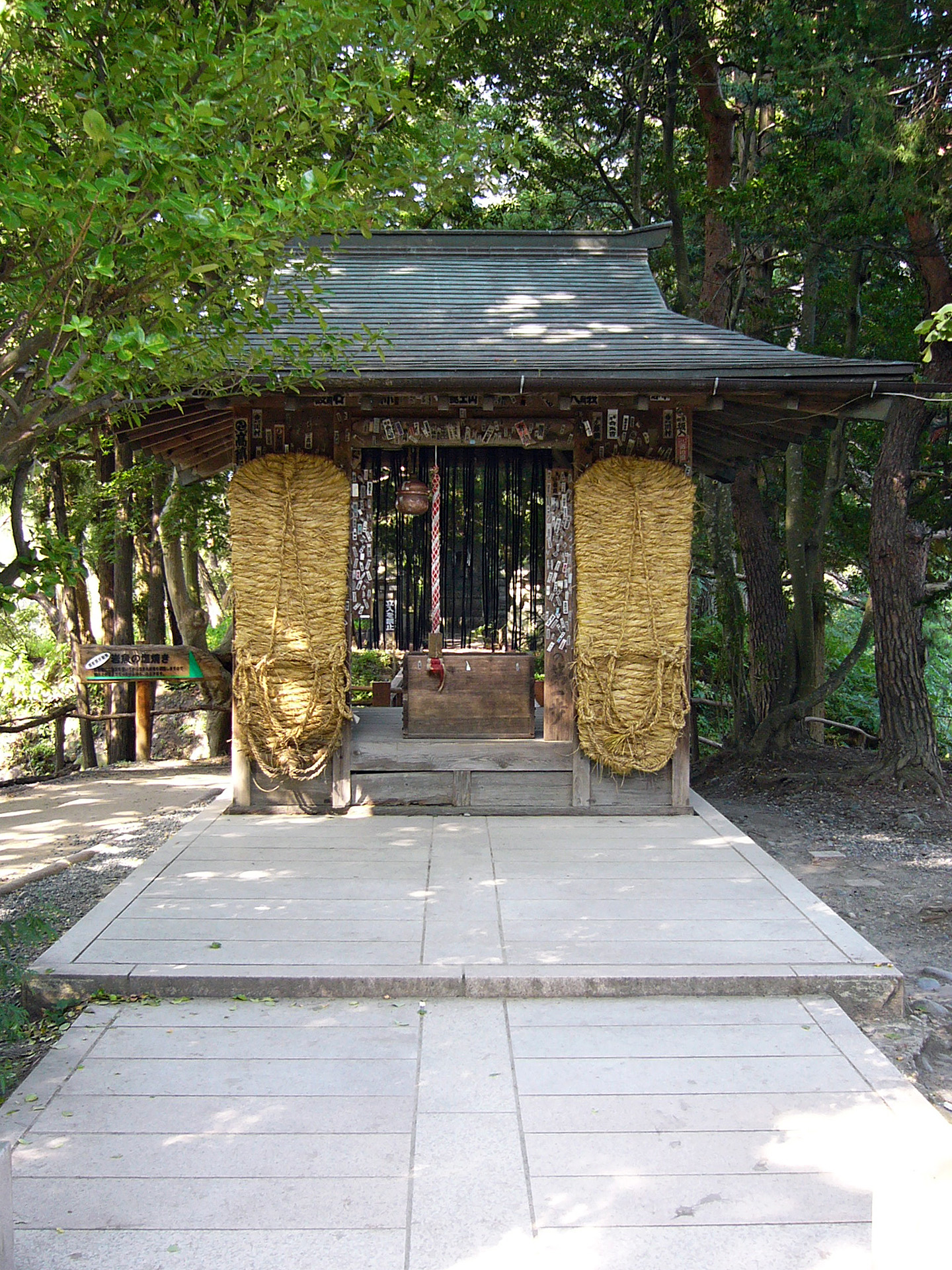
大王神社
大王わさび農場の中にあり、八面大王の胴体が埋められていると伝えられる場所。
大王社
八面大王の胴体が埋められていると伝えられる場所。
耳塚　
八面大王の耳が埋められていると伝えられる場所。
立足地区　
八面大王の足が埋められていると伝えられる場所。
筑摩神社
松本市の筑摩神社には、首塚がある。
矢矧三宝大荒神社　
矢助が矢を作ったとされる場所。
八面大王の湯
足湯